# Cymbidium goeringii

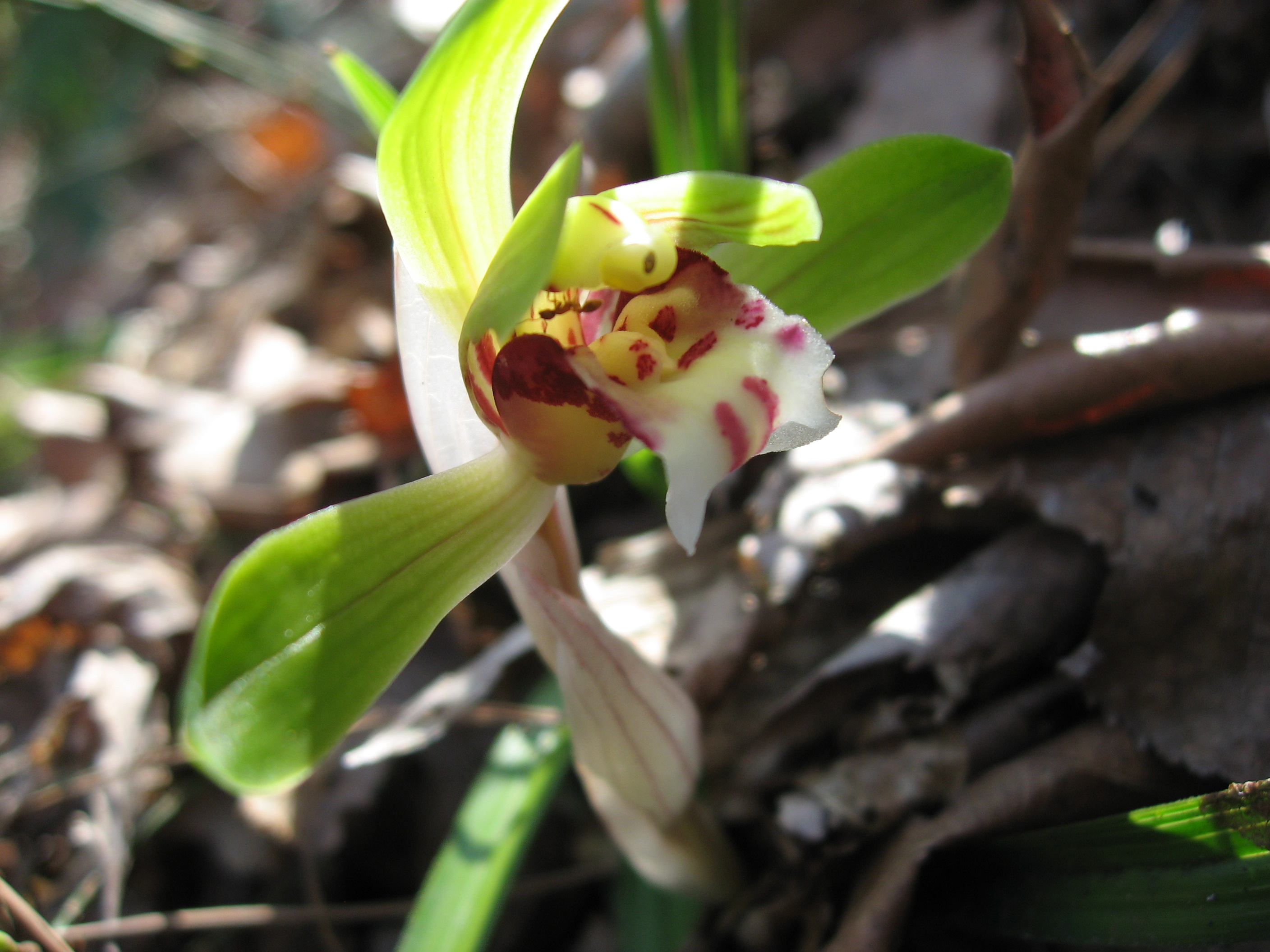

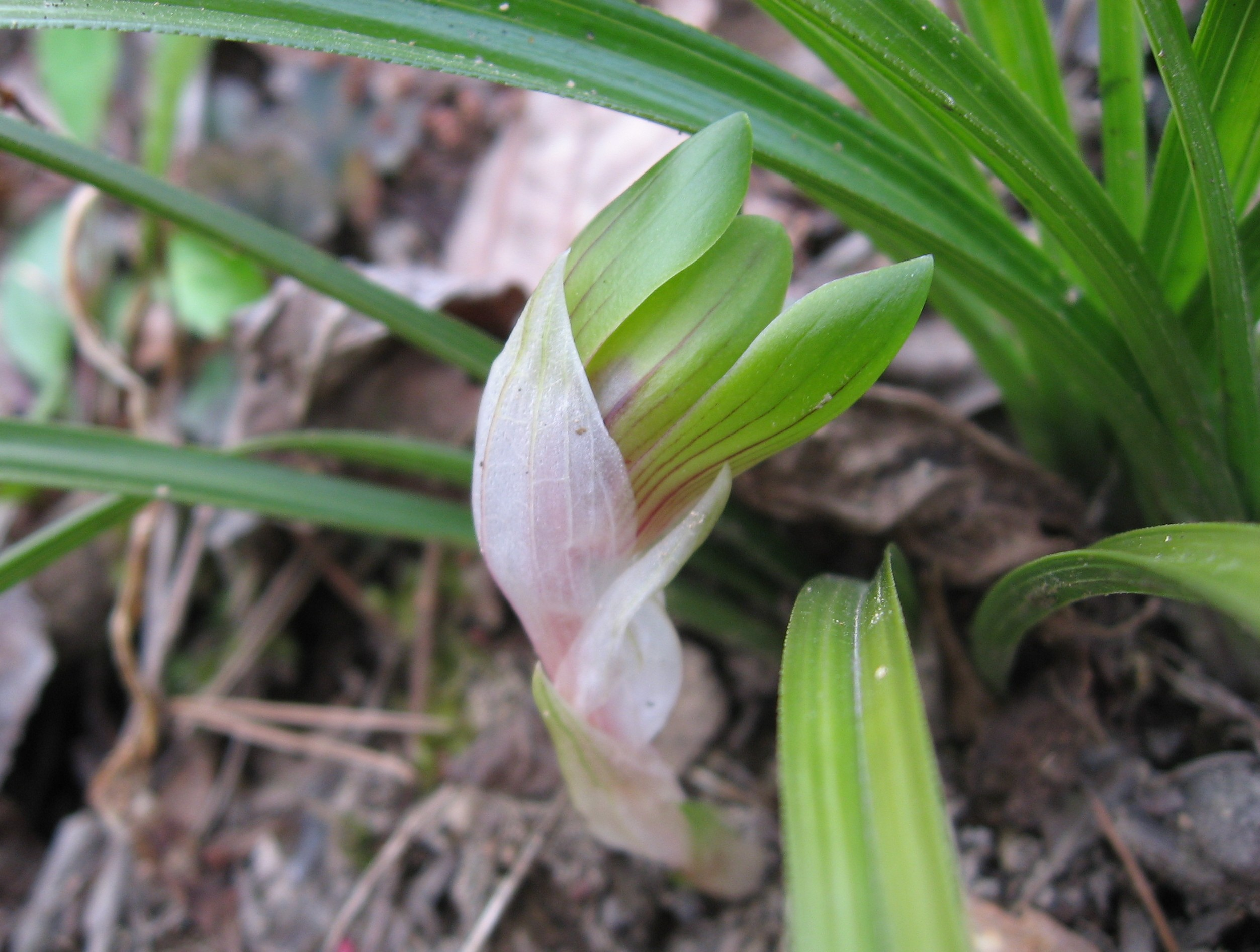

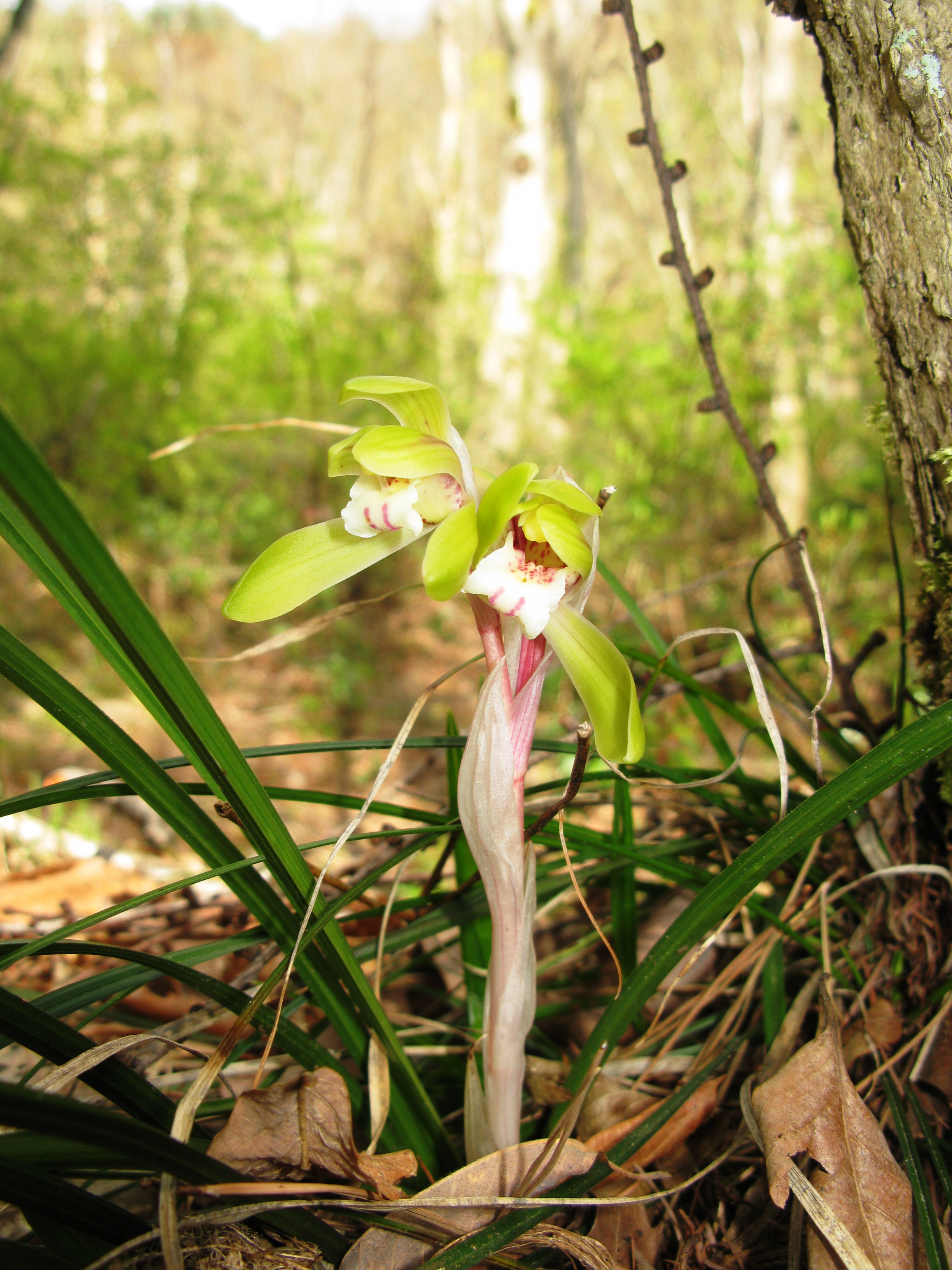
En su hábitat

Cymbidium goeringii Rchb.f. 1864 , es una especie de orquídea epífita o litófita originaria del sur y sudeste de Asia.

## Descripción
Es una especie de orquídea de tamaño pequeño, que prefiere clima fresco a frío , es epífita o litófita, cada vez más de hábito terrestre con pequeños y ovalados pseudobulbos con hojas lineal-elípticas, agudas,  arqueadas, finas, dentadas en los márgenes. Florece  sobre una inflorescencia basal, erecta, basalmente enfundada y de 10 cm de largo, solitaria con 1 al 3] flores, más corta que las hojas y con flores fragantes, que surgen en medio de las hojas. Ha sido la especie perenne favorita de los japoneses y la cultura china durante siglos. La floración se produce en el invierno y la primavera.

## Distribución y hábitat
Se distribuye por  la India, Bután, China, Taiwán, Islas Ryukyu, Japón y Corea.

## Taxonomía
Cymbidium goeringii fue descrita por Heinrich Gustav Reichenbach   y publicado en Annales Botanices Systematicae 3: 547. 1852.
Etimología
El nombre deriva de la palabra griega kumbos, que significa "agujero, cavidad".  Este se refiere a la forma de la base del labio. Según otros estudiosos derivaría del griego "Kimbe = barco" por la forma de barco que asume el labelo.
goeringii: epíteto otorgado en honor del botánico alemán Philip Friedrich Wilhelm Goering.
Sinonimia
- Cymbidium chuen-lan C.H.Chow;
- Cymbidium formosanum var. gracillimum (Fukuy.) T.S.Liu & H.J.Su 1978;
- Cymbidium forrestii Rolfe 1913;
- Cymbidium goeringii var. gracillimum (Fukuy.) Govaerts 1999;
- Cymbidium goeringii var. longibracteatum (Y.S.Wu & S.C.Chen) Y.S.Wu & S.C.Chen 1980;
- Cymbidium goeringii var. mackinnonii (Duthie) A.N.Rao 2000;
- Cymbidium goeringii var. serratum (Schltr.) Y.S.Wu & S.C.Chen 1980;
- Cymbidium goeringii var. tortisepalum (Fukuy.) Y.S.Wu & S.C.Chen 1980;
- Cymbidium tortisepalum var. viridiflorum S.S.Ying 1977;
- Cymbidium gracillimum Fukuy. 1932;
- Cymbidium mackinnonii Duthie 1902;
- Cymbidium pseudovirens Schltr. 1922;
- Cymbidium serratum Schltr. 1919;
- Cymbidium tentyozanense Masam. 1935;
- Cymbidium tortisepalum Fukuy. 1934;
- Cymbidium tsukengensis C.Chow 1970;
- Cymbidium uniflorum Yen 1964;
- Cymbidium virescens Lindl. 1838;
- Cymbidium yunnanense Schltr. 1919;
- Maxillaria goeringii Rchb.f. 1845[1][3][4]

Variedades
- Cymbidium goeringii var. goeringii   Cymbidium de Goering (Himalaya a temp. este Asia). Pseudobulbo epífita
- Cymbidium goeringii var. gracillimum  (Japón a S. China). Pseudobulbo epífita
- Cymbidium goeringii var. longibracteatum (sur centro China). Pseudobulbo epífita
- Cymbidium goeringii var. tortisepalum  Orquídea del Monte Tsukerg, Orquídea nieve (Taiwán). Pseudobulbo epífita

## Nombre común
- Orquídea de primavera (cymbidium goeringii)